# Талапкерська сільська адміністрація
Талапке́рська сільська адміністрація (каз. Талапкер ауылдық әкімдігі, рос. Талапкерская сельская администрация) — адміністративна одиниця у складі Цілиноградського району Акмолинської області Казахстану. Адміністративний центр та єдиний населений пункт — село Талапкер.
Населення — 7969 осіб (2021; 3111 у 2009, 501 у 1999, 565 у 1989).
Станом на 1989 рік існувала Кіровська сільська рада (села Будьонне, Дорожнє (райавтодор), Кірово, Коянди, ЛПУ-10 (Зелене), ПЧЛ-2, Талапкер), селище Роз'їзд 96 перебувало у складі Косчекинської сільської ради. 1993 року Кіровська сільрада перетворена в Коктальський сільський округ (села Кажимукан, Коктал, Коянди, ЛПУ-10, Райавтодор, Талапкер, селище Роз'їзд 96). В 1999-2000 роках села Коктал, ЛПУ-10 та Райавтодор були включені до складу міста Астана. 2000 року утворено Талапкерський сільський округ (села Кажимукан, Коянди, Талапкер, селище Роз'їзд 96). Пізніше до його складу також увійшли села Кизилсуат, Малотимофієка та Шубар ліквідованого Шубарського сільського округу). 2007 року села Коянди, Малотимофієвка та Шубар утворили окремий Кояндинський сільський округ. 2019 року село Кизилсуат утворило окремий Кизилсуатський сільський округ. 2024 року села Кажимукан та Ибирая Альтинсаріна (колишнє селище Роз'їзд 96) утворили окремі адміністративні одиниці — Кажимуканська сільська адміністрація та сільська адміністрація Ибирая Альтинсаріна, Талапкерський сільський округ перетворено в вільську адміністрацію.